# Gary Woods
Gary Woods, né le 1er octobre 1990 à Kettering (Angleterre), est un footballeur anglais qui évolue au poste de gardien de but.

## Biographie
Le 25 juin 2019, il rejoint Oldham Athletic.
Le 5 octobre 2020, il est prêté à Aberdeen.
Le 22 juillet 2022, il rejoint Kilmarnock.
Le 31 janvier 2023, il rejoint Exeter City.

## Statistiques
| Saison                | Club                  | Championnat           | Championnat | Championnat | Coupe(s) nationale(s) | Coupe(s) nationale(s) | Compétition(s) continentale(s) | Compétition(s) continentale(s) | Compétition(s) continentale(s) | Total | Total |
| Saison                | Club                  | Division              | M.          | B.          | M.                    | B.                    | Comp.                          | M.                             | B.                             | M.    | B.    |
| 2008-2009             | Doncaster Rovers      | Championship          | 1           | 0           | -                     | -                     | -                              | -                              | -                              | 1     | 0     |
| 2009-2010             | Doncaster Rovers      | Championship          | -           | -           | -                     | -                     | -                              | -                              | -                              | 0     | 0     |
| 2010-2011             | Doncaster Rovers      | Championship          | 16          | 0           | -                     | -                     | -                              | -                              | -                              | 16    | 0     |
| 2011-2012             | Doncaster Rovers      | Championship          | 14          | 0           | 2                     | 0                     | -                              | -                              | -                              | 16    | 0     |
| 2012-2013             | Doncaster Rovers      | League One            | 42          | 0           | 7                     | 0                     | -                              | -                              | -                              | 49    | 0     |
| 2013-2014             | Watford               | Championship          | -           | -           | -                     | -                     | -                              | -                              | -                              | 0     | 0     |
| 2014-2015             | Leyton Orient         | League One            | 17          | 0           | 6                     | 0                     | -                              | -                              | -                              | 23    | 0     |
| 2015-2016             | Ross County           | Scottish League       | 12          | 0           | 4                     | 0                     | -                              | -                              | -                              | 16    | 0     |
| 2016-2017             | Hamilton Academical   | Scottish League       | 21          | 0           | 1                     | 0                     | -                              | -                              | -                              | 22    | 0     |
| Total sur la carrière | Total sur la carrière | Total sur la carrière | 123         | 0           | 20                    | 0                     | -                              | -                              | -                              | 143   | 0     |

## Palmarès

### En club
- Doncaster Rovers
  - Champion de League One en 2013.

- Ross County
  - Vainqueur de la Coupe de la Ligue écossaise en 2016